# Strongylognathus silvestrii
Strongylognathus silvestrii là một loài côn trùng thuộc họ Formicidae. Đây là loài đặc hữu của Hy Lạp.